# Chelaethiops minutus
Chelaethiops minutus é uma espécie de peixe actinopterígeo da família Cyprinidae.
Pode ser encontrada nos seguintes países: Burundi, República Democrática do Congo, Tanzânia e Zâmbia.
O seu habitat natural é: lagos de água doce.